# O dziewczynie skaczącej przez czas
O dziewczynie skaczącej przez czas (jap. 時をかける少女 Toki o kakeru shōjo) – japoński film animowany z 2006 roku, z gatunku science fiction, wyprodukowany przez studio Madhouse. Film wyreżyserował Mamoru Hosoda, a scenariusz napisała Satoko Okudera. Film ten jest luźno oparty na motywach powieści wydanej w 1967 roku, napisanej przez Yasutakę Tsutsui pt. Toki o kakeru shōjo (jap. 時をかける少女). Pomimo iż główna bohaterka powieści, Kazuko Yoshiyama, również w filmie występuje, film przedstawia inny zestaw bohaterów i historię, będąc pewnego rodzaju sequelem powieści. Młoda dziewczyna o imieniu Makoto Konno pewnego dnia zyskuje umiejętność podróży w czasie, ale wykorzystuje ją do rozwiązywania trywialnych problemów dnia codziennego.
Film ten miał swoją premierę 15 lipca 2006 roku i otrzymał pozytywne opinie krytyków. O dziewczynie skaczącej przez czas zdobył również kilka nagród na festiwalach, między innymi nagrodę Japońskiej Akademii Filmowej w kategorii animacja filmowa roku. W Polsce film został wydany przez Anime Virtual dnia 18 października 2007 roku na DVD.

## Fabuła
Makoto Konno mieszka z rodzicami i młodszą siostrą Miyuki w Tokio w Japonii. Jej ciotka, Kazuko Yoshiyama, pracuje w muzeum jako konserwator zabytków.
Pewnego dnia w szkole upada w jednej z sal prosto na dziwny obiekt w kształcie orzeszka, natomiast w drodze powrotnej do domu, próbując zatrzymać rower przed zamkniętym przejazdem kolejowo-drogowym, odkrywa, że nie działają jej hamulce. W momencie, gdy już ma wpaść pod pociąg, orientuje się, że nagle znalazła się w czasie chwilę przed wypadkiem i jest tym razem w stanie zatrzymać rower. Kazuko wyjaśnia Makoto, że zyskała umiejętność skakania w czasie. Na początku Makoto wykorzystuje tę umiejętność do trywialnych rzeczy - by uniknąć spóźnienia, podwyższyć swoje stopnie, śpiewać na karaoke przez godziny czy uniknąć zawstydzającego wyznania miłosnego jej przyjaciela Chiakiego. Wkrótce jednak odkrywa, że jej działania mają nieprzewidziane skutki i jej zachcianki wpływają także na ludzi z jej otoczenia.
Makoto odkrywa w końcu numeryczny tatuaż na swoim przedramieniu, który okazuje się odliczać liczbę skoków przez czas, które może wykonać. Wykorzystując ostatnie skoki Makoto próbuje naprawić wszystkie wyrządzone szkody, jakie wyrządziła. Gdy jednak Chiaki dzwoni do Makoto z pytaniem, czy wie o skokach w czasie, wykorzystuje swój ostatni skok, by zapobiec przeprowadzonej z nim rozmowie. Makoto próbuje później powstrzymać jej znajomego, Kōsuke, oraz jego dziewczynę, Kaho, od pożyczenia sobie jej uszkodzonego roweru, ale nie zdąża na czas i może tylko bezczynnie patrzeć, jak para wpada prosto pod koła pociągu.
W tym momencie jednak czas zastyga za sprawą Chiakiego, który wyjawia Makoto, że przybywa z przyszłości, a ów obiekt w kształcie orzeszka jest urządzeniem do podróży w czasie i wykorzystał go, mając nadzieję zobaczyć pewien obraz, który obecnie jest odrestaurowywany przez Kazuko, a który w przyszłości nie istnieje. Mówi również, że wykorzystał swój ostatni skok, by zapobiec śmierci Kōsuke, lecz teraz nie jest w stanie powrócić do swojej oryginalnej linii czasowej i musi odejść.
Zgodnie ze swoimi słowami, Chiaki znika. Początkowo Makoto jest zrozpaczona jego odejściem, lecz wkrótce odkrywa, że skok przez czas Chiakiego przywrócił jej wcześniej wykorzystany skok, jako że czas został cofnięty do momentu przed jego wykorzystaniem. Makoto wykorzystuje tym razem skok, by wrócić do momentu tuż po tym, jak zyskała swoją umiejętność, a w którym Chiaki wciąż posiadał swój. Zabiera ze sobą urządzenie w kształcie orzeszka i opowiada wszystko Chiakiemu, przekazując mu urządzenie, następnie przyrzekając, że zapewni istnienie obrazu w jego czasie. Chiaki odchodzi, ale obiecuje jej, że będzie na nią czekał w przyszłości.

## Bohaterowie
- Makoto Konno (jap. 紺野真琴 Konno Makoto)

Seiyū: Riisa Naka (japoński), Emily Hirst (angielski)
- Chiaki Mamiya (jap. 間宮千昭 Mamiya Chiaki)

Seiyū: Takuya Ishida (japoński), Andrew Francis (angielski)
- Kousuke Tsuda (jap. 津田功介 Tsuda Kousuke)

Seiyū: Mitsutaka Itakura (japoński), Alex Zahara (angielski)
- Yuri Hayakawa (jap. 早川友梨 Hayakawa Yuri)

Seiyū: Ayami Kakiuchi (japoński), Kristie Marsden (angielski)
- Kaho Fujitani (jap. 藤谷果穂 Fujitani Kaho)

Seiyū: Mitsuki Tanimura (japoński), Natalie Walters (angielski)
- Kazuko Yoshiyama (jap. 芳山和子 Yoshiyama Kazuko)

Seiyū: Sachie Hara (japoński), Saffron Henderson (angielski)
- Miyuki Konno (jap. 紺野美雪 Konno Miyuki)

Seiyū: Yuki Sekido (japoński), Shannon Chan-Kent (angielski)

## Nagrody
| Rok  | Ceremonia                                           | Kategoria                         | Nominowany                                           | Rezultat  | Źródło |
| ---- | --------------------------------------------------- | --------------------------------- | ---------------------------------------------------- | --------- | ------ |
| 2006 | Kataloński Międzynarodowy Festiwal Filmowy w Sitges | Najlepszy film animowany          | O dziewczynie skaczącej przez czas                   | Wygrana   | [ 2 ]  |
| 2006 | Nihon SF Taisho Award                               | Wielka Nagroda                    | O dziewczynie skaczącej przez czas                   | Nominacja | [ 3 ]  |
| 2007 | Nagroda Japońskiej Akademii Filmowej                | Animacja filmowa roku             | O dziewczynie skaczącej przez czas                   | Wygrana   | [ 1 ]  |
| 2007 | Tokyo Anime Awards                                  | Animacja roku                     | O dziewczynie skaczącej przez czas                   | Wygrana   | [ 4 ]  |
| 2007 | Tokyo Anime Awards                                  | Nagroda za reżyserię              | Mamoru Hosoda                                        | Wygrana   | [ 4 ]  |
| 2007 | Tokyo Anime Awards                                  | Najlepszy scenariusz oryginalny   | O dziewczynie skaczącej przez czas: Yasutaka Tsutsui | Wygrana   | [ 4 ]  |
| 2007 | Tokyo Anime Awards                                  | Nagroda za scenariusz             | Satoko Okudera                                       | Wygrana   | [ 4 ]  |
| 2007 | Tokyo Anime Awards                                  | Nagroda za dyrekcję artystyczną   | Nizo Yamamoto                                        | Wygrana   | [ 4 ]  |
| 2007 | Tokyo Anime Awards                                  | Nagroda za projekt postaci        | Yoshiyuki Sadamoto                                   | Wygrana   | [ 4 ]  |
| 2009 | Young Artist Awards                                 | Najlepszy występ aktora głosowego | Emily Hirst                                          | Wygrana   | [ 5 ]  |

## Ścieżka dźwiękowa
Wszystkie utwory zostały napisane przez Kiyoshi Yoshidę, chyba że podano inaczej. Na pianinie gra Haruki Mino.
Piosenkami przewodnimi filmu jest „Garnet” (jap. ガーネット Gānetto) oraz „Kawaranai mono” (jap. 変わらないもの). Obie piosenki zostały napisane, skomponowane i wykonane przez Hanako Oku. „Garnet” został zaaranżowany przez Juna Satō, a „Kawaranai mono” przez Yoshidę.
| Toki o kakeru shōjo Original Soundtrack | Toki o kakeru shōjo Original Soundtrack | Toki o kakeru shōjo Original Soundtrack | Toki o kakeru shōjo Original Soundtrack |
| Nr                                      | Tytuł utworu | Twórca                                  | Długość                                 |
| --------------------------------------- | --- | --------------------------------------- | --------------------------------------- |
| 1.                                      | „Natsuzora ~Opening Theme~ (jap. 夏空~オープニングテーマ~ Natsuzora ~ōpuningutēma~)” |                                         |                                         |
| 2.                                      | „Sketch (jap. スケッチ Suketchi)” |                                         |                                         |
| 3.                                      | „Aria (Goldberg hensōkyoku yori) (jap. アリア(ゴールドベルグ変奏曲より Aria (gōrudoberugu hensōkyoku yori)))” (Wariacje Goldbergowskie Bacha)                                                |                                         |                                         |
| 4.                                      | „Karakuridokei ~Time Leap (jap. からくり時計~タイムリープ Karakuridokei ~taimurīpu)” |                                         |                                         |
| 5.                                      | „Shōjo no fuan (jap. 少女の不安)” |                                         |                                         |
| 6.                                      | „Sketch (Long version)) (jap. スケッチ(ロング・バージョン) Suketchi (rongu bājon))” |                                         |                                         |
| 7.                                      | „Daylife” |                                         |                                         |
| 8.                                      | „Dai ichi hensōkyoku (Goldberg hensōkyoku yori) (jap. 第一変奏曲(ゴールドベルグ変奏曲より Dai ichi hensōkyoku (gōrudoberugu hensōkyoku yori)))” (Wariacja 1 z Wariacje Goldbergowskie Bacha) |                                         |                                         |
| 9.                                      | „Mirai no kioku (jap. 未来の記憶)” |                                         |                                         |
| 10.                                     | „Shijima (jap. 静寂)” |                                         |                                         |
| 11.                                     | „Sōnyūka «kawaranaimono» (Short version) (jap. 挿入歌「変わらないもの」(ストリングス・バージョン) Sōnyūka «kawaranaimono» (sutoringusu bājon))”                                              | Hanako Oku                              |                                         |
| 12.                                     | „Natsuzora ~Ending Theme~ (jap. 夏空~エンディング・テーマ~ Natsuzora ~endingu tēma~)” |                                         |                                         |
| 13.                                     | „Time Leap (Long version) (jap. タイムリープ(ロング・バーション) Taimurīpu (rongu bāshon))”                                                                                                  |                                         |                                         |
| 14.                                     | „Natsuzora (Long version) (jap. 夏空(ロング・バージョン) Natsuzora (rongu bājon))” |                                         |                                         |
| 15.                                     | „Shudaika «Garnet» (yokokuhen Short version) (jap. 主題歌「ガーネット」(予告編ショート・バージョン) Shudaika «Gānetto»(yokokuhen shōto bājon))” (Bonus Track)                                | Hanako Oku                              |                                         |

## Manga
Na podstawie filmu powstała także manga zatytułowana O dziewczynie skaczącej przez czas (jap. 時をかける少女 -TOKIKAKE- Toki o kakeru shōjo -TOKIKAKE-), której autorem jest Ranmaru Kotone. Manga została wydana w pojedynczym tomie 26 lipca 2006 roku przez Kadokawa Shoten. W Polsce manga ta została wydana 26 czerwca 2018 roku przez wydawnictwo Waneko.